# 景愛寺
景愛寺（けいあいじ）は、中世の京都に存在した臨済宗の尼寺。室町時代に創設された尼五山では筆頭の寺院であった。

## 概要

### 沿革
景愛寺の開山は無外如大である。創建された時期は、はっきりと記録されていない。建治3年（1277年）、理宝という人物が如大に「故御所」（後嵯峨法皇か）の供養のため、「五辻御地」を寄進している。寄進状には尼寺建立のためと書かれており、そのため、この時の寄進が景愛寺の創建に関わるものとされている。その他に、永仁元年（1293年）以後の創建だとする説もある。景愛寺の創建には、北山准后藤原貞子やその縁戚関係にある西園寺家といった朝廷の有力者、幕府の重臣らが助成を行ったとされる。
室町時代初期に尼五山制度ができると、その筆頭寺院となった。
14世紀後半には、朝廷と室町幕府内で影響力が増していた日野家から支援を受けており、同家の子女の入室も確認される。15世紀にはいると、将軍家の子女や皇女が住持となっている。
明応7年（1494年）、景愛寺は火災により焼失し、その後再建はされなかった。しかし、景愛寺住持職の名称は残された。近世に入っても、景愛寺は名目上尼寺の第一位であり続け、景愛寺住持職は大聖寺と宝鏡寺によって継承されながら明治時代まで残った。そのため、現在は景愛寺に関するまとまった史料群は残されていないが、大聖寺と宝鏡寺に残された史料からその歴史を知ることができる。

### 住持の性格
景愛寺へ出世（住持になること）する寺院としては、宝鏡寺・大聖寺・保安寺・妙智院・休耕院・光聚院・興禅院・陽寧院・宝祐院・安禅寺・本光院などの寺院があった 。
15世紀の景愛寺住持職の特徴としては、住持在任期間が短く、交代も頻繁にあったこと、また、再任も多々あったことが指摘されている。住持の選任については、足利将軍が決定する場合と、鬮によるものがあった。住持の就任は、景愛寺住持職の地位が高かったことから名誉なことと捉えられた。しかし同時に、景愛寺への入寺は経済的な負担がかかった。例えば、入院が決まると、幕府への官銭や将軍への献物、さらに儀礼費用も用意しなければならなかった 。そのため、15世紀の中頃になると、景愛寺住持の選定も難航することとなる。住持職の交代が頻繁に行われた要因も、経済的負担の大きさによるものとされている。
また、江戸時代の景愛寺住持職の特徴としては、同時期に住持が二人いる場合があったこと、住持職不在期間も多々見られること、そして住持職在任期間が長期化していたことなどが指摘されており、既に寺自体が存在していないことからも形骸化したものであったといえる。ただし、江戸時代においても、尼僧への紫衣勅許などは、景愛寺住持職を拝命していなければ許されないなど、依然として尼寺筆頭としての性格を帯びていた。